# Leucocalantha
Leucocalantha é um género botânico pertencente à família Bignoniaceae.

## Espécie
- Leucocalantha aromatica